# Перуанска комунистичка партија
Перуанска комунистичка партија (шп. Partido Comunista Peruano) је политичка партија која делује у Перуу. Основана је 1928. године под именом Социјалистичка партија Перуа. Године 1930, име јој је промењено у Перуанска комунистичка партија.

## Историја
Партију је 7. октобра 1238. године основао Хосе Карлос Маријатеги заједно са својим сарадницима. Њен програм се тада темељио на марксизму, антифеудализму и антиимперијализму. Мариатеги је подупирао изградњу латиноамеричког социјализма без „копирања“ неког другог модела социјализма.
Почетком 1930-их, власти су прогласиле Перуанску КП илегалном, а њени су чланови били изложени прогонима и хапшењима. Током 1940-их, Партија је све мање подржавала револуционарни став и све више сарађивала са владом. Упркос томе, задржала је велик утицај на универзитетима и у синдикатима. Комунистичка партија и остале социјалне организације трпиле су велику репресију током диктатуре Мануела Одрије од 1948. до 1956. године.
Под утицајем Кубанске револуције и раста утицаја троцкизма, многи чланови незадовољни бирократизмом и сарадњом Партије са владом отцепили су се 1963. и са осталим милитантним дисидентима основали Армију националног ослобођења.
Под утицајем совјетско-кинеског расцепа, Перуанска комунистичка партија се 1964. раздвојила на просовјетску на челу са Хорхеом Дел Прадом и прокинеску (маоистичку) Сатурнина Паредеса, која је названа Перуанска комунистичка партија — Црвена застава. Године 1978, од Комунистичке партије се отцепила фракција која је подупирала еврокомунизам и своју партију назвала Комунистичка партија Перуа — Већина.
Након председничких избора 1980, Перуанска комунистичка партија и остале левичарске групе формирале су коалицију названу Уједињена левица. Из њених је редова градоначелник Лиме, 1983. године, постао Алфонсо Барантес.
Радикална герилска марксистичка организација Светли пут, која је почела да дејствује почетком 1980-их, оптужила је Перуанску комунистичку партију да је ревизионистичка, те је нападала многе њене истакнуте чланове.

## Деловање после 1991.
Перуанска КП је ослабила након распада Совјетског Савеза 1991. године. Исте године, за новог секретара изабран је Ренан Рафо Муњоз до 2007, када га је фебруара 2008. наследио Роберто де ла Круз Уаман.
На председничким изборима 2006, Перуанска КП била је део коалиције Фронт широке левице — покрет нове левице и подупрла кандидата Оланту Умалу. На парламентарним изборима у Перуу 2011. године, Перуанска комунистичка партија ушла је у владу као део победничке коалиције Перу побеђује, на чијем је челу Оланта Умала.

## Конгреси партије
| Конгрес                 | Датум одржавања |
| Први конгрес            | септембар 1942. |
| Други конгрес           | мај 1946.       |
| Трећи конгрес           | август 1948.    |
| Четврти конгрес         | август 1962.    |
| Пети конгрес            | 1969.           |
| Шести конгрес           | 1973.           |
| Седми конгрес           | новембар 1979.  |
| Осми (ванредни) конгрес | јануар 1982.    |
| Девети конгрес          | мај 1988.       |
| Десети конгрес          | децембар 1991.  |
| Једанаести конгрес      | јун 1996.       |
| Дванаести конгрес       | децембар 2002.  |